# A Moment of Romance 2
Série
A Moment of Romance
(1990) A Moment of Romance 3
(1996)
Pour plus de détails, voir Fiche technique et Distribution.
A Moment of Romance 2 (天若有情II之天長地久, Tin joek yau ching II: Tin cheung dei gau) est un film d'action hongkongais réalisé par Benny Chan et sorti en 1993 à Hong Kong.
Il totalise 9 146 482 $HK au box-office. Deuxième volet de la trilogie des A Moment of Romance après A Moment of Romance (1990), sa suite, A Moment of Romance 3, sort en 1996. C'est le seul à ne pas avoir Andy Lau en vedette et les critiques sont beaucoup moins bonnes comparées au premier volet.

## Synopsis
Celia (Jacklyn Wu), une Chinoise ayant immigrée illégalement à Hong Kong, travaille comme prostituée afin de réunir de l'argent pour sortir son petit frère de prison. Lors de son premier soir de travail, elle est témoin du meurtre d'un chef des triades et est bientôt accusée à tort. Tandis que des membres des triades la poursuivent, elle est secourue par Frank (Aaron Kwok), un membre d'un gang de motards qui vient d'une famille aisée mais divisée et qui est souvent déprimé. La personnalité optimiste de Celia a très vite un effet positif sur lui et les deux tombent amoureux. Mais Celia quitte cependant Frank pour éviter de lui attirer des ennuis avec les triades, et Frank sacrifie alors sa vie pour la sauver.

## Fiche technique
- Titre : A Moment of Romance 2
- Titre original : 天若有情II之天長地久 (Tin joek yau ching II: Tin cheung dei gau)
- Réalisation : Benny Chan
- Scénario : Susan Chan
- Photographie : Ardy Lam et Patrick Jim
- Montage : Ma Chung-yiu
- Musique : William Hu
- Production : Johnnie To
- Société de production : China Entertainment Films et Paka Hill Films
- Société de distribution : Media Asia Entertainment Group
- Pays d'origine :  Hong Kong
- Langue originale : cantonais
- Format : couleur
- Genre : Film de gangsters, drame, romance et action
- Durée : 88 minutes
- Dates de sortie :
  -  Hong Kong : 11 juin 1993
  -  Japon : 29 avril 1995

## Distribution
- Aaron Kwok : Frank Cheung
- Jacklyn Wu : Celia
- Roger Kwok (en) : Jack
- Anthony Wong : Dinosaure
- William Ho : Frère Hung Kui (caméo)
- Paul Chun : Mr. Cheung (caméo)
- Kwan Hoi-san : Bill
- Hon Yee-sang : Paul
- Ng Wui (en) : Oncle Man
- Tse Wai-kit : Hairy
- Cheung Tat-ming (en) : le frère de Celia (caméo)
- Cheung Wing-cheung : l'homme de main de Paul
- Cindy Yip : la fille du bar
- Lee Siu-kei : l'usurier
- Alan Mak : le policier
- Johnny Wong : le motard illégal
- Simon Cheung : le sergent de police
- Tse Chi-wah : le majordome de Mr. Cheung
- Alan Ng : le supérieur de Bill